# Одеська обласна рада
Одеська обласна́ ра́да — є представницьким органом місцевого самоврядування, що представляє спільні інтереси територіальних громад сіл, селищ, міст, у межах повноважень, визначених Конституцією України, Законом України «Про місцеве самоврядування в Україні» й іншими законами, а також повноважень, переданих їм сільськими, селищними, міськими радами.
Обласна рада складається з депутатів, обирається населенням Одеської області терміном на п'ять років. Рада обирає постійні і тимчасові комісії. Обласна рада проводить свою роботу сесійно. Сесія складається з пленарних засідань і засідань її постійних комісій.

## Депутати, склад депутатських фракцій і постійних комісій

### V скликання (2006–2010)
- Вибори до Одеської обласної ради 2006

### VI скликання (2010—2015)
- Вибори до Одеської обласної ради 2010

### VII скликання (2015—2020)
- Вибори до Одеської обласної ради 2015

Станом на кінець 2019 року:
     Блок Петра Порошенка (19)

     Опозиційний блок (18)

     Довіряй ділам (12)

     ВО «Батьківщина» (11)

     Наш край (7)

     Відродження (7)

     Позафракційні (9)

     Вакантне місце (1)

### VIII скликання (2020—2025)
- Місцеві вибори в Одеській області 2020

- ОПЗЖ - 24
- Слуги народу - 16
- Довіряй ділам - 13
- Європейська солідарність - 10
- ВО "Батьківщина" - 7
- Партія Шарія - 6

## Голова обласної ради

### Голови виконавчого комітету Одеської обласної ради[1]
1. Пахомов Яків Захарович — червень 1932 — 23 вересня 1933
2. Голуб Федір Якович — 23 вересня 1933 — 8 грудня 1935
3. Бойко Петро Дмитрович — 8 грудня 1935 — травень 1937
4. Волков Микола Федорович (в.о.) — травень — 14 жовтня 1937
5. Шевцов Пилип Іларіонович (в.о.) — 14 жовтня — 29 грудня 1937
6. Гальченко Григорій Олександрович — 29 грудня 1937 — травень 1938
7. Кальченко Никифор Тимофійович (в.о.) — травень 1938 — січень 1940
8. Кальченко Никифор Тимофійович — січень 1940 — серпень 1941
9. Горлов Йосип Гордійович — липень 1944 — грудень 1946
10. Караваєв Костянтин Семенович — грудень 1946 — квітень 1953
11. Гуреєв Микола Михайлович — квітень 1953 — липень 1954
12. Федосєєв Олександр Іванович — липень 1954 — лютий 1958
13. Хорунжий Михайло Васильович — лютий 1958 — січень 1963
14. Коваленко Костянтин Степанович — січень 1963 — грудень 1964 (промисловий)
15. Хорунжий Михайло Васильович — січень 1963 — грудень 1964 (сільський)
16. Хорунжий Михайло Васильович — грудень 1964 — березень 1969
17. Дудник Андрій Олексійович — березень 1969 — травень 1971
18. Походін Віктор Пилипович — травень 1971 — вересень 1985
19. Печеров Андрій Васильович — вересень 1985 — 5 квітня 1990
20. Бутенко Анатолій Іванович — 6 квітня 1990 — 28 січня 1991
21. Боделан Руслан Борисович — 28 січня 1991 — березень 1992

### Голови Одеської обласної ради[2]
1. Боделан Руслан Борисович — 5 квітня 1990 — 24 квітня 1998
2. Казаков Юрій Петрович — 24 квітня 1998 — 21 вересня 2000
3. Гриневецький Сергій Рафаїлович — 21 вересня 2000 — 19 квітня 2002
4. Новацький Володимир Миколайович — 19 квітня 2002 — 8 лютого 2005
5. Гриневецький Сергій Рафаїлович — 8 лютого — 22 липня 2005
6. Влад Федір Іванович — 22 липня 2005 — 23 травня 2006
7. Скорик Микола Леонідович — 23 травня 2006 — 16 листопада 2010
8. Пундик Микола Володимирович — 16 листопада 2010 — 14 листопада 2013
9. Тіндюк Микола Андрійович — 14 листопада 2013 — 14 серпня 2014
10. Гончаренко Олексій Олексійович — 14 серпня 2014 — 21 листопада 2014
11. Шмушкович Михайло Володимирович — 23 грудня 2014 — 12 листопада 2015
12. Урбанський Анатолій Ігорович — 12 листопада 2015 — 21 серпня 2019
13. Паращенко Сергій Володимирович — 21 серпня 2019 — грудень 2020
14. Діденко Григорій Віталійович — з 5 грудня 2020